# Sällskapsdjur

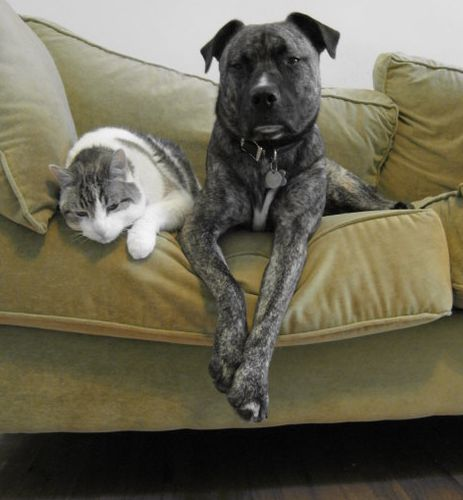
En katt och en hund.

Sällskapsdjur är domesticerade djur som människor håller som följeslagare för sällskaps skull snarare än som arbetsdjur eller för slakt. Tamkatt och tamhund är inte enbart sällskapsdjur. Sällskapsdjur är domesticerade djur som håll för följeslagare för sällskaps skull, snarare än som arbetsdjur, eller för animaliska produkter (som till exempel mjölkprodukter och köttprodukter. Vissa sällskapsdjur hålls i akvarium (fiskar), terrarium (reptiler och leddjur) eller voljärer (fåglar).

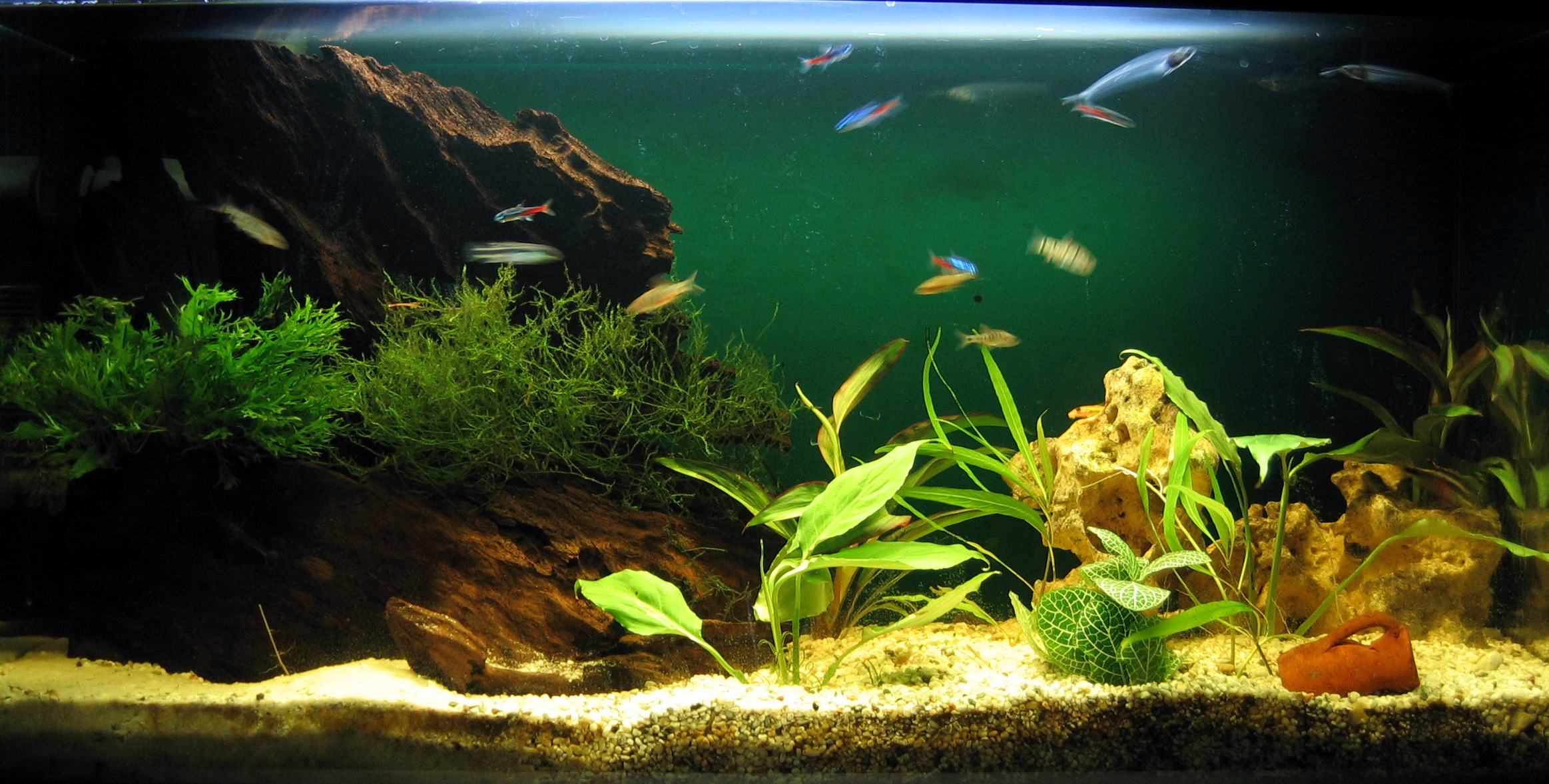
Ett hemakvarium.

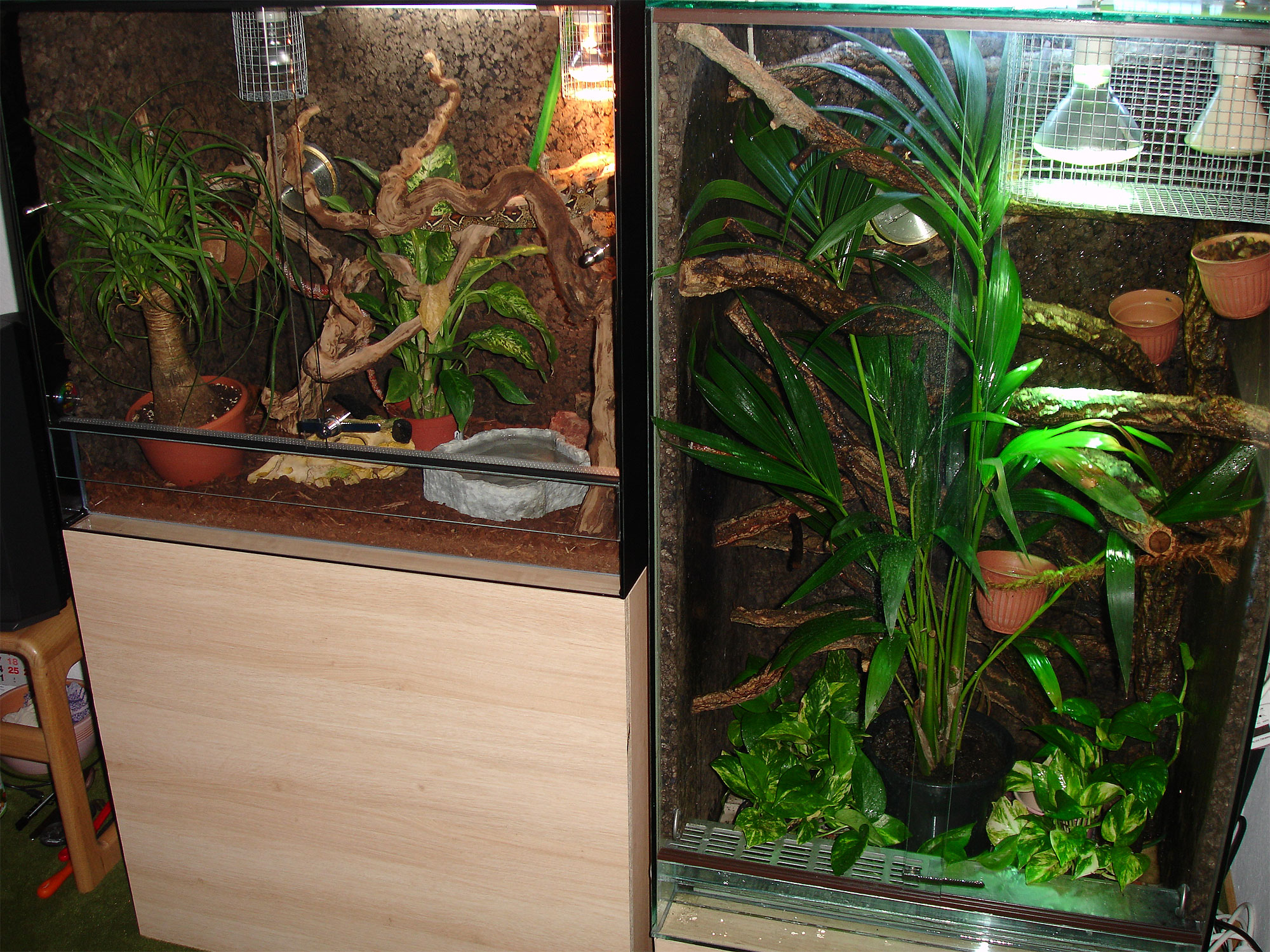
Terrarium med ormar.

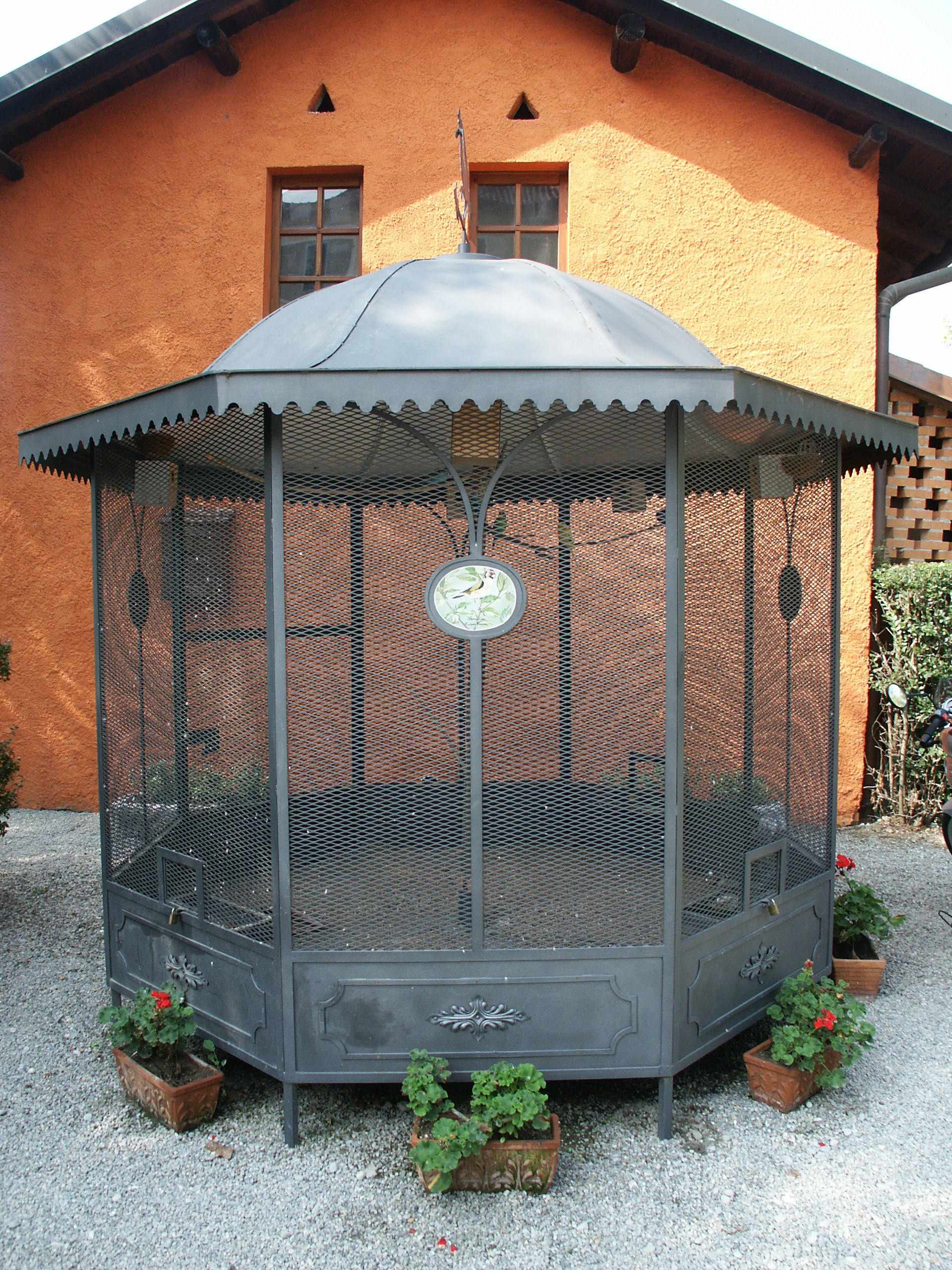
Fågelbursliknande voljär.

I praktiken har endast ett fåtal djurklasser, framförallt däggdjur och fåglar, använts som sällskapsdjur. Under modern tid har även fiskar blivit vanliga som sällskapsdjur och under de senaste åren har även reptiler, groddjur, spindeldjur och några insekter blivit vanligare.
Vissa sällskapsdjur hålls i akvarium (fiskar), terrarium (reptiler och leddjur) eller voljärer (fåglar).
Det finns många olika klubbar för ägare av sällskapsdjur. I Sverige finns bland andra Sveriges Nya Raskattförening och Svenska Kennelklubben för hundar. För hästar finns bland annat Svenska islandshästförbundet. För akvariefiskar finns Sveriges akvarieföreningars riksförbund (SARF). Förbundet är sammansatt av alla akvariefiskföreningar i hela landet. För undulater finns Svensk undulathobby (SUH). Föreningen startade år 2007.
I de flesta andra länder finns klubbar för ägare av sällskapsdjur, bland annat för hundar. I Norge finns till exempel Norsk Kennel Klub, på Island finns Hundaræktarfélags Íslands och i USA finns American Kennel Club.
Europeiska fåglar, apor och rovdjur (carnivora) (med undantag för grävling, iller, katt och hund) är inte tillåtna att ha som husdjur i Sverige. Enligt lagstiftningen om skydd av djurs rättigheter och välbefinnande är det bara tillåtet att ha dessa djur som husdjur i privata hem:
- Hundar, katter och illrar.
- Arter som betraktas som husdjur enligt lag 8/2003 av den 24 april (till exempel kaniner, marsvin och andra gnagare).
- Fåglar och fiskar som inte är invasiva exotiska arter eller skyddade vilda arter.

## Vanliga sällskapsdjur
- Däggdjur
  - Hund
  - Katt
  - Gnagare
    - Hamster
    - Marsvin
    - Mus
    - Zebramus/Gräsmus
    - Taggmus
    - Hasselmus
    - Sjusovare
    - Chinchilla
    - Råtta
    - Ökenråttor (Gerbil)
    - Degu

  - Kanin
  - Tamiller
  - Minigris
  - Afrikansk pygméigelkott
  - Häst

- Fåglar
  - Undulat
  - Papegoja
  - Nymfparakit
  - Duva
  - Kanariefågel

- Reptiler
  - Ödla
  - Kameleont
  - Leguan (Iguana)
  - Orm
  - Sköldpadda

- Groddjur
  - Groda
  - Paddor

- Insekter
  - Vandrande pinne

- Spindeldjur

- Kräftdjur
  - Eremitkräfta

- Fiskar
  - Akvariefiskar
    - Guldfisk

  - Koi (domesticerad karp)
- Blötdjur
  - Jättesnäcka